# 2014年冬季残疾人奥林匹克运动会阿根廷代表团
2014年冬季残疾人奥林匹克运动会阿根廷代表团是阿根廷派出的2014年冬季残疾人奥林匹克运动会代表团。未获得奖牌。